# Kanalstaden
Se även Sluseholmens kanalstad.
Kanalstaden är ett stadsbyggnadsprojekt i Åkersberga, centralort i Österåkers kommun.
Området, beläget på båda sidor av Åkers kanal i centrala Åkersberga är planerat för omkring 7 000 invånare  på 20 års sikt. Det första delområdet som kommer att byggas[när?] är Östra Kanalstaden med plats för cirka 300 lägenheter . 